# María Ilnicka Mądry
María Ilnicka Mądry (1 de febrero de 1946-Szczecin, 20 de marzo de 2023) fue una política, médica, funcionaria y académica polaca.

## Biografía
Estudió en la Universidad Médica de Pomerania, también estudió administración de atención médica en la Universidad de Varsovia.
Miembro del partido político Unión de la Libertad.
Falleció el 20 de marzo de 2023 a los 77 años, mientras ocupaba el su cargo. Fue enterrada en el Cementerio Central de Szczecin.

## Galardones
- 2002, Cruz de Plata al Mérito.
- 2012, Insignia de oro de honor de Pomerania Occidental.